# Swinside
Swinside är en kulle i Storbritannien.   Den ligger i grevskapet Cumbria och riksdelen England, i den centrala delen av landet, 400 km nordväst om huvudstaden London. Toppen på Swinside är 244 meter över havet, eller 144 meter över den omgivande terrängen. Bredden vid basen är 1,5 km. Swinside ligger vid sjön Derwent Water.
Terrängen runt Swinside är kuperad.Runt Swinside är det ganska tätbefolkat, med 70 invånare per kvadratkilometer. Närmaste större samhälle är Keswick, 2,7 km öster om Swinside. I omgivningarna runt Swinside växer i huvudsak blandskog.